# Tristramella intermedia
Tristramella intermedia е изчезнал вид лъчеперка от семейство Цихлиди (Cichlidae).

## Разпространение
Видът е бил ендемичен за езерото Хула в северен Израел.